# Levente Elekes
Levente Elekes (* 29. März 1972 in Miercurea Ciuc, Kreis Harghita) ist ein rumänischer Eishockeyspieler und -trainer, der seit 2011 beim SC Miercurea Ciuc in der rumänischen Eishockeyliga als Spielertrainer unter Vertrag steht.    

## Karriere
Levente Elekes begann seine Karriere als Eishockeyspieler in seiner Heimatstadt beim SC Miercurea Ciuc, für dessen Profimannschaft er von 1993 bis 2009 in der rumänischen Eishockeyliga, sowie von 2006 bis 2008 zusätzlich in der ungarischen Eishockeyliga aktiv war. In dieser Zeit gewann der Angreifer mit seiner Mannschaft sechs Mal den nationalen Meistertitel (1997, 2000, 2004, 2007, 2008 und 2009) sowie fünf Mal den nationalen Pokalwettbewerb (1995, 2001, 2003, 2006 und 2007). Zudem gewann Elekes 2004 mit Miercurea Ciuc die Pannonische Liga. Er selbst war 1995 und 1999 jeweils Topscorer der rumänischen Liga. Einzig zu Beginn der Saison 1999/00 spielte der Linksschütze, der ansonsten stets seinem Heimatverein treu blieb, für deren Ligarivalen HC Dinamo Bukarest. In der Saison 2008/09 nahm er mit dem SC Miercurea Ciuc an der neu gegründeten MOL Liga teil, in der er in 34 Spielen 20 Scorerpunkte, davon neun Tore, erzielte.
Zur Saison 2009/10 wechselte Elekes innerhalb der MOL Liga zum SCM 68 Fenestela Brașov, bei dem er sich auf 29 Scorerpunkte, davon 19 Tore, in 23 Spielen, steigern konnte. In der Saison 2010/11 spielte er in der rumänischen Eishockeyliga für den HC Dunărea Galați. Zur Saison 2011/12 kehrte er zu seinem Heimatverein SC Miercurea Ciuc zurück, bei dessen zweiter Mannschaft aus der rumänischen Eishockeyliga er Spielertrainer wurde.

### International
Für Rumänien nahm Elekes im Juniorenbereich an der U18-Junioren-B-Europameisterschaft 1990 teil. Im Seniorenbereich stand er im Aufgebot seines Landes bei den C-Weltmeisterschaften 1997, 1998, 1999, 2000, 2001 und 2006 sowie den B-Weltmeisterschaften 1995, 2002, 2003, 2004, 2005 und 2007 und bei der Qualifikation für die Olympischen Winterspiele 2006 in Turin.

## Erfolge und Auszeichnungen
| - 1995 Rumänischer Pokalsieger mit dem SC Miercurea Ciuc - 1995 Topscorer der rumänischen Eishockeyliga - 1997 Rumänischer Meister mit dem SC Miercurea Ciuc - 1999 Topscorer der rumänischen Eishockeyliga - 2000 Rumänischer Meister mit dem SC Miercurea Ciuc - 2001 Rumänischer Pokalsieger mit dem SC Miercurea Ciuc - 2003 Rumänischer Pokalsieger mit dem SC Miercurea Ciuc | - 2004 Rumänischer Meister mit dem SC Miercurea Ciuc - 2004 Meister der Pannonischen Liga mit dem SC Miercurea Ciuc - 2006 Rumänischer Pokalsieger mit dem SC Miercurea Ciuc - 2007 Rumänischer Meister mit dem SC Miercurea Ciuc - 2007 Rumänischer Pokalsieger mit dem SC Miercurea Ciuc - 2008 Rumänischer Meister mit dem SC Miercurea Ciuc - 2009 Rumänischer Meister mit dem SC Miercurea Ciuc |

### International
- 2001 Aufstieg in die Division I bei der Weltmeisterschaft der Division II
- 2001 Topscorer der Weltmeisterschaft der Division II, Gruppe B
- 2001 Bester Torschütze der Weltmeisterschaft der Division II, Gruppe B
- 2003 Bester Torschütze bei der Weltmeisterschaft der Division I, Gruppe A (gemeinsam mit Jewgeni Koreschkow, David Livingston und Damian Słaboń)
- 2006 Aufstieg in die Division I bei der Weltmeisterschaft der Division II